# Scatella septemfenestrata
Scatella septemfenestrata är en tvåvingeart som beskrevs av Lamb 1912. Scatella septemfenestrata ingår i släktet Scatella och familjen vattenflugor. Inga underarter finns listade i Catalogue of Life.